# みなもと太郎
みなもと 太郎（みなもと たろう、1947年〈昭和22年〉3月2日 - 2021年〈令和3年〉8月7日）は、日本の漫画家。京都府京都市出身。本名は浦 源太郎（うら げんたろう）。ペンネームは本名の「源」を読み替えたもの。代表作は『ホモホモ7』『風雲児たち』。

## 来歴
京都市上京区（現在の北区域）に生まれる。常に走り回っていたような落ち着きがない子どもであったが、2歳の頃に漫画に触れて絵を描き始め、中学の3年間では授業中ほとんど漫画を描いていた。
京都市立日吉ヶ丘高校美術課程に進学。漫画家になることを反対していた姉から大学への進学を強硬に勧められるも、美術大学は漫画家への理解を欠くこと、当時は漫画家デビューは20歳までと相場が決まっていたことを知り、漫画家への道を絶望視する。しかし高校1年時に姉が死去したため、「悲しいけれども、『マンガ家への道はこれで拓けるかもしれない』と思った」という。在学中、京都の撮影所で映画の仕出しのアルバイトで時代劇や特撮テレビドラマ『アゴン』などに出演し、その縁もあって吉田義夫などの古参の俳優とも交流している。
高校卒業後、呉服商の悉皆屋でデザイナーとして勤務するも、3か月で退職して東京へ転居。偶然知り合った平塚らいてうの孫の自宅に居候しながら、出版社との契約や写植など漫画家になるための方法を尋ねるため、各出版社や白土三平、一峰大二、貝塚ひろし、水野英子、石ノ森章太郎、あすなひろし、ちばてつや、藤子不二雄（藤本弘・安孫子素雄）、つのだじろう、赤塚不二夫、水木しげるなどの漫画家の自宅を1か月間訪問して回った。ただし、手塚治虫の自宅へは怖くて行けなかったという。1967年9月、『別冊りぼん秋の号』（集英社）に掲載された『兄貴かんぱい』でメジャーデビューを果たす。
1970年、『週刊少年マガジン』（講談社）で連載が始まった前衛的ギャグ漫画『ホモホモ7』が高い人気を得る。1979年に『少年ワールド』（潮出版社、のちの『コミックトム』）で連載が始まった『風雲児たち』で歴史漫画家としての作風を確立し、以降は主に歴史ギャグ漫画を執筆するようになった。2001年からは『コミック乱』（リイド社）で『風雲児たち 幕末編』を連載しつつ、『風雲児たち』外伝として描き下ろしのコミックスも発表している。
デビュー当初から商業誌で活躍するかたわら、創作集団「作画グループ」のメンバーとしても作品を発表し続けた。
2004年、第8回手塚治虫文化賞特別賞を受賞。受賞内容は「歴史マンガの新境地開拓とマンガ文化への貢献に対して」のものであり、代表作『風雲児たち』の業績を評価されたがゆえの受賞である。2010年には『風雲児たち 幕末編』で第14回文化庁メディア芸術祭マンガ部門優秀賞を受賞し、2020年には『風雲児たち』で第49回日本漫画家協会賞コミック部門大賞を受賞した。
漫画文化をめぐる発言や評論、漫画の表現技法の分析にも積極的に取り組み、文化庁メディア芸術祭マンガ部門審査委員や文化庁芸術選奨推薦委員・選考委員を務めたほか、手塚治虫文化賞選考委員を第19回（2015年）から第24回（2020年）まで務めた。公益社団法人日本漫画家協会では参与会員として多くの事業に協力している。
2021年8月7日2時17分、心不全のため、東京都内の病院で死去した。74歳没。前年から肺がんで闘病しており、『コミック乱』で連載されていた『風雲児たち 幕末編』の新作は休載が続いていた。

## 人物
絵柄は基本的には典型的なギャグ漫画家らしいディフォルメ、かつ単純化されたものであるが、劇画調や少女漫画調、アニメ絵調の作画もでき、それらを同一漫画内で描き分ける。特に女性の登場人物については少女漫画調に描くのが恒例で、「女性を描く際は男性よりも10倍時間をかける」と語っていた。また、男性キャラについては、外見が同一のキャラクターが複数作品に登場する｢スターシステム」と呼ばれる手法を採用している。具体的には『レ・ミゼラブル』のマリウスと『風雲児たち』の吉田松陰、『ホモホモ7』の主人公と坂本龍馬などがその例である。
「おたく文化は世界に通じる」との持論から、50歳を過ぎてコミックマーケットに参加。アニメ絵のきわどい女性イラストを雑誌に載せたり自費出版したりするなどし、同人文化にも大きな足跡を残した。
あすなひろしの作品に惚れ込み、あすな作品の再評価と普及に力を注いだ。ながやす巧のファンでもあり、ながやすの画業45周年を記念した作品集には解説を寄稿し、ながやすの執筆する『壬生義士伝』では新選組隊士として「源太郎」（みなもとの本名）という人物が登場するシーンを設けられた。
『人類み〜んな「十界論」』（第三文明社）で自身が創価学会員であることを明かし、同著を含む複数の著書で教義を解説する漫画を発表した。創価大学文学部のイントロダクトリー科目「表現文化論入門」でゲスト講師を務めたほか、創価学会文芸部では名誉文芸部長として後進の指導に当たった。夫婦でともに信仰を貫いた静香夫人によると、みなもとは『風雲児たち』について「『牧口常三郎と戸田城聖の誕生』で完結させるんだ。そこから本当の日本の希望が生まれたんだ」「これは池田先生から学んだ歴史観なんだ」と語っていたという。静香夫人は「みなもと作品の底には日蓮仏法の十界互具と、池田先生から教わった人間観が流れています」と述懐している。
日本の漫画史に造詣が深く、映画の名ゼリフについての和田誠の作品『お楽しみはこれからだ 映画の名セリフ』（文藝春秋）をもじった漫画評論「お楽しみはこれもなのじゃ 漫画の名セリフ」を『月刊マンガ少年』（朝日ソノラマ）に連載していた。連載はのちに立風書房や河出書房新社などから単行本化・文庫化された。
宝島社が発行する雑誌に連載されてきた読者投稿コーナー『VOW』の常連投稿人としても知られ、誌面で特集やインタビュー企画を組まれたこともあった。
歌手の加橋かつみ（元ザ・タイガース）とは幼馴染であり、俳優の遠藤憲一とは近所で親交があった。
母方の祖父に漆原松吉という人物がおり、明石元二郎の部下として様々な諜報活動に従事し、若かりし頃の甘粕正彦を部下に持ち、親交を持つなどしていたらしいが、詳しい資料は残っておらず、高齢であるみなもとの母にも取材が叶わなかったため、真偽は不明となっている。のちに、このことを題材とした漫画『松吉伝』を執筆している。

## 作品リスト

### 漫画
- 兄貴かんぱい（1967年、集英社『別冊りぼん秋の号』）
- ホモホモ7（1970年 - 1971年、講談社『週刊少年マガジン』、2003年にブッキングで新版）
- さすらいのむこうきず（1970年 - 1971年、徳間書店『別冊アサヒ芸能 特選コミック劇場』)
  - むこうきずのチョンボ（1975年 - 1976年、講談社『月刊少年マガジン』）
- ふたりは恋人（1971年 - 1974年、講談社『週刊少女フレンド』）[27][28]
- どろぼうちゃんシリーズ（1972年 - 1976年、講談社『なかよし』）
- ハムレット（1972年、潮出版社『希望の友』1972年冬号増刊、原作：シェークスピア、2006年にマガジン・ファイブで新版された『みなもと太郎の世界名作劇場 ハムレット』に収録）
- シラノ・ド・ベルジュラック（1972年、潮出版社『世界名作劇場』、原作：エドモン・ロスタン、2006年にマガジン・ファイブで新版された『みなもと太郎の世界名作劇場 ハムレット』に収録）
- 乞食王子（1972年、潮出版社『世界名作劇場』、原作：マーク・トゥエイン、2006年にマガジン・ファイブで新版された『みなもと太郎の世界名作劇場 ハムレット』に収録）
- モンテ・クリスト伯（1972年、講談社『週刊少年マガジン』、原作：アレクサンドル＝デュマ、2006年にマガジン・ファイブで新版された『みなもと太郎の世界名作劇場 ハムレット』に収録）
- 冗談新選組（1972年、講談社『週刊少年マガジン』、単行本はイースト・プレス[注 2]、2003年にイースト・プレスで新版、2015年に復刊ドットコムで増補新版）
- ドロボウちゃん（1972年、講談社『なかよし』）[29]
- 問題先生（1973年頃、旺文社『中三時代』）[30]
- レ・ミゼラブル（1973年 - 1974年、潮出版社『希望の友』、原作：ヴィクトル・ユーゴー、2004年にブッキングで新版）
- 苦学の学徒（1974年、学習研究社『中学一年コース』夏休み臨時増刊号）[31]
- こちらダイヤル100交番（1974年 - 1976年、小学館『小学五年生』）
- じたばたばーちゃん（学習研究社『五年の学習』）
- 教学博士（1976年、聖教新聞社）
- 仏法おじさん（1977年、聖教新聞社）
- 男の劇場（1978年、平凡出版『平凡パンチ』）
- とんでも先生（学習研究社『五年の学習』）
- 風雲児たち（1979年 - 1998年、潮出版社『コミックトム』、リイド社で新版ワイド版）
幕末を語るため、あえて関ヶ原合戦より描き始めた歴史ギャグ大長編。幕末直前まで長期連載された。
  - 風雲児たち 幕末編（2001年 - 2021年、リイド社『コミック乱』）
前記続編。ペリー来航前夜から語り起こす。未完のまま逝去。
  - 雲龍奔馬（1998年 - 2000年、潮出版社『コミックトムプラス』）
『風雲児たち』の第二部として坂本竜馬を中心として描かれるも打ち切り。原稿の一部は幕末編に流用されている。
  - 宝暦治水伝 波闘（河川環境管理財団）
もともとは治水事業のPRを目的として描かれた漫画だが、のちに番外編として潮出版社版では第30巻、リイド社版では第3・4巻に収録された。
- 未来ケンジくん（1980年、聖教新聞社）
- 極悪伝（1981 - 1985年、辰巳出版『漫画ピラニア』、単行本はマガジン・ファイブ）
- スターウォーズ・ドン・キホーテ（1988年、潮出版社『コミックトム』、2006年にマガジン・ファイブで新版された『みなもと太郎の世界名作劇場 ハムレット』に収録）
- 「豊くんの仏法セミナー」シリーズ（1992年、第三文明社）
  1. 天魔3000年
  2. 修羅の正体!!
  3. 人類み〜んな「十界論」
- 元祖日本漫画大辞典（SG企画『GROUP』）
- あどべんちゃあ（モーターマガジン社『ホリデーオート』）
老け顔の「フケタ先輩」とカールおじさんのような風貌の「大口後輩」がナンパをしては失敗するという話がメインの一話完結方式の漫画。
- 介護保険 見直さなくっちゃ大変だ!（公明党機関紙委員会『公明新聞』、2000年に出版された『マンガ 政治を変えるぞォ公明党』に収録）
- 挑戦者たち（2000年 - 2002年、少年画報社『斬鬼』）
- 松吉伝（2003年 - 2004年、少年画報社『斬鬼』）
『挑戦者たち』の続編として執筆された作品。作者の祖父である漆原松吉を題材にしている。単行本化する前に掲載誌が廃刊となってしまったが、同人誌として自費出版され、コミックマーケットなどのイベントや通販で販売している。
  - 風雲児外外伝 松吉伝（2014年、復刻ドットコム）
『松吉伝』の復刻単行本。1巻・2巻を一冊に合本して商業誌として刊行された。
- きゃんぱす伝（2005年、自費出版〈みにゃもと〉）
- 風雲戦国伝 風雲児たち外伝（2010年、PHP研究所、2014年に復刊ドットコムで新版）
戦国武将を扱った複数の短編を単行本として一冊にまとめたもの。

#### 作画グループ合作
- アキラ・ミオ大漂流（『週刊少年マガジン』、単行本は新書館『超人ロック 新世界戦隊』との合本）
合作第1弾。主要人物ハヤトおよび脚本・監修を担当。ハヤトの作画は劇画調のリアルタイプ。
- ダリウスの風（小学館『少女コミック』、単行本は新書館）
高地族部下および監修を担当。
- 1000万人の2人（少年画報社『週刊少年キング』）
異星人の総大将（姿は『スター・ウォーズ』のダース・ベイダーのデフォルメキャラ）とその母ちゃんを担当。
- 怪盗スカイラーク -華麗な冒険-（東京三世社『SF漫画競作大全集』）
合作リレー漫画。主要人物のスカイラークとヘルパーパタパタに、終盤を担当したみなもとは「お前達二人は合作のガンじゃ」と苦言を浴びせている[注 3]。
- ベレヌスのロビン（SG企画『GROUP』）
じいやを担当。第一部『炎の伝説』、第二部『炎の戦士』ともに参加。
  - 炎のじいや（SG企画『GROUP』）
『ベレヌスのロビン 炎の伝説』の外伝。
- こちらダイヤル100交番（小学館『小学五年生』1974年4月号 - 1977年3月号、単行本は小学館）[32][33]
- 真夜中の仔猫（東考社、発行年未詳）[34][35]
表題作はデビュー2作目の1969年、『女学生の友』2月号に掲載された『真夜中のこねこ』（幼馴染のザ・タイガース加橋かつみ原案）を改題したもの[36]。

### イラスト
- コミック姫盗人表紙（1997年4月号 - 2000年7月号、松文館）
- みにゃもと太郎オルタナティヴ（ジュークブックス）
同人誌として刊行した姫盗人表紙画集を電子書籍化。
- 落語芸術協会『ネットde芸協らくごまつり』告知ポスター（2021年）[37]

### 評論
- お楽しみはこれもなのじゃ（1976年9月号 - 1979年8月号、朝日ソノラマ『月刊マンガ少年』）
  - 漫画の名セリフ お楽しみはこれもなのじゃ（1991年12月1日、立風書房） ISBN 978-4651782034
  - お楽しみはこれもなのじゃ 漫画の名セリフ（1997年5月1日、河出書房新社〈河出文庫〉） ISBN 978-4309473253
  - お楽しみはこれもなのじゃ 漫画の名セリフ（2004年11月1日、角川書店） ISBN 978-4048838986
  - お楽しみはこれもなのじゃ 漫画の名セリフ（2021年11月5日、河出書房新社〈河出文庫〉新装版） ISBN 978-4-309-41854-4
- 仁義なき忠臣蔵（1999年、新人物往来社、2003年にイースト・プレスで新版された『冗談新選組』に収録）
- まんが学特講 目からウロコの戦後まんが史（2010年、角川学芸出版） - 大塚英志との共著
- マンガの歴史1（2017年、岩崎書店〈岩崎調べる学習新書〉）

### アニメ
- 大江戸ロケット（2007年、マッドハウス） - ゲストキャラクターデザイン[38]
- 三谷かぶき 月光露針路日本 風雲児たち（2020年、松竹シネマ歌舞伎） - イラスト[39]

## 出演番組
- BSマンガ夜話（NHK BS2）
  - 『ホモホモ7』（2000年11月1日） - 本人出演なし
  - 『少年西遊記』（2003年8月27日） - ゲスト出演
  - 『青い空を、白い雲がかけてった』（2004年11月30日） - ゲスト出演。作者のあすなひろしは友人。
- 風雲児たち〜蘭学革命篇〜（2018年1月1日、NHK総合） - 寛三 役[40]
- ライムスター宇多丸のウィークエンド・シャッフル-さいとう・たかを特集 by みなもと太郎（TBSラジオ、2016年4月30日） - ゲスト出演

## 関連人物
坂本ハヤト
アシスタント。コミックマーケットの参加にあたっては、みなもと側が坂本に色々と教わっている。